# Goodrich (Herefordshire)
Goodrich – wieś w Anglii, w hrabstwie Herefordshire. Leży 22 km na południe od miasta Hereford i 177 km na zachód od Londynu.